# Гронден, Вилли
Вилли Гронден (фр. Willy Grondin; род. 12 октября 1974, Сен-Дени) — французский футболист, вратарь, и тренер. В настоящее время тренер вратарей в «Нанте».

## Клубная карьера

### «Нант»
Выступление Грондена за «Нант» было самым продолжительным в его карьере. С 1998 по 2004 года он помог своему клубу остаться в Первом дивизионе Франции, а также выиграл по разу национальный кубок в 2000 году и чемпионат в 2001 году. Сыграл за «канареек» 1 матч в Лиге чемпионов сезона 2001/2002.

### «Ле-Ман»
В конечном итоге Гронден был отдан в аренду в клуб «Ле-Ман 72» и отыграл за него целый сезон, чем привлёк внимание футбольного клуба «Валансьен», который приобрел его в следующем году.

### «Валансьен»
Гронден, выступая за «Валансьен», помог им выиграть Второй французский дивизион и обеспечить проход в Лигу 1, в которую они не могли попасть уже более десяти лет. В сезоне 2006/2007 Гронден был переведен на позицию второго вратаря, став дублёром Николя Пеннето.

### «Пари Сен-Жермен»
После расторжения контракта с «Валансьеном» 9 июля 2009 года вратарь подписал годичное соглашение с столичным клубом «Пари Сен-Жермен».

## Карьера тренера
В 2011 году Гронден присоединился к «Нанту» в качестве тренера вратарей резервной команды, играющей в Любительском чемпионате Франции 2. Затем, в сентябре 2012 года, после ухода Фабриса Гранжа в «Сент-Этьен», он стал тренером вратарей основной команды. Он покинул эту должность после замены Сержиу Консейсана на Клаудио Раньери в межсезонье 2017 года. Последний прибыл со своим персоналом, включая Паоло Орландони, который заменил Грондена на посту тренера вратарей. Гронден стал тренером вратарей тренировочного центра «Нанта». С приходом Вахида Халилходжича в сентябре 2018 года он вернул себе роль в основном составе.

## Достижения

### «Нант»
- Чемпион Франции: 2000/01
- Обладатель Кубка Франции: 1999/2000